# Estado natural
O estado de natureza, na filosofia moral e política, na religião, nas teorias do contrato social e no direito internacional, é a vida hipotética das pessoas antes da existência das sociedades. Os filósofos da teoria do estado de natureza deduzem que deve ter havido um tempo antes da existência das sociedades organizadas, e essa presunção levanta questões como: "como era a vida antes da sociedade civil?"; "como o governo emergiu de tal posição inicial?" e; "quais são as razões hipotéticas para entrar em um estado de sociedade estabelecendo um estado-nação?".
Em algumas versões da teoria do contrato social, não há direitos no estado de natureza, apenas liberdades, e é o contrato que cria direitos e obrigações. Em outras versões ocorre o contrário: o contrato impõe restrições aos indivíduos que cerceiam seus direitos naturais.
Sociedades existentes antes ou sem um estado político são atualmente estudadas em campos como a história paleolítica e os subcampos antropológicos da arqueologia, antropologia cultural, antropologia social e etnologia, que investigam as estruturas sociais e relacionadas ao poder dos povos indígenas e isolados. Isso foi criticado como uma visão essencialista e alterista, semelhante ao conceito de nobre selvagem.

## Filósofos notáveis

### Mozi
O primeiro filósofo dos Estados Combatentes, Mozi, foi um dos primeiros pensadores na história registrada a desenvolver a ideia do estado de natureza.[carece de fontes?] Ele desenvolveu a ideia para defender a necessidade de um único governante geral. Segundo Mozi, no estado de natureza cada pessoa tem suas próprias regras morais (yi, 義). Como resultado, as pessoas não conseguiram chegar a acordos e os recursos foram desperdiçados. Como Mozi promovia formas de fortalecer e unificar o Estado (li, 利), tal desorganização natural foi rejeitada:
"No início da vida humana, quando ainda não havia lei e governo, o costume era "cada um de acordo com sua regra (yi, 義)." Assim, cada homem tinha sua própria regra, dois homens tinham duas regras diferentes e dez homens tinham onze regras diferentes — quanto mais pessoas, mais noções diferentes. E todos aprovavam seus próprios pontos de vista morais e desaprovavam os pontos de vista dos outros, e assim surgiu a desaprovação mútua entre os homens. Como resultado, pai e filho e irmãos mais velhos e mais novos se tornaram inimigos e se distanciaram uns dos outros, pois não conseguiram chegar a nenhum acordo. Todos trabalhavam em detrimento dos outros com água, fogo e veneno. A energia excedente não era gasta em ajuda mútua, os bens excedentes apodreciam sem repartição; excelentes ensinamentos (dao, 道) foram mantidos em segredo e não revelados." Capítulo 3 - 1
Sua proposta era unificar as regras de acordo com um único sistema ou padrão moral (fa, 法) que pode ser usado por qualquer pessoa: calcular o benefício de cada ato. Dessa forma, o governante do estado e seus súditos terão o mesmo sistema moral; cooperação e esforços conjuntos serão a regra. Mais tarde, sua proposta foi fortemente rejeitada pelo confucionismo (especialmente Mêncio) por causa da preferência do benefício sobre a moral.

### Thomas Hobbes
O estado puro da natureza, ou "a condição natural da humanidade", foi descrito pelo filósofo inglês do século XVII Thomas Hobbes no Leviatã e seu trabalho anterior Do Cidadão. Hobbes argumentou que as desigualdades naturais entre humanos não são tão grandes a ponto de dar a alguém uma clara superioridade; e assim todos devem viver em constante medo de perda ou violência; de modo que "durante o tempo em que os homens vivem sem um poder comum para mantê-los todos maravilhados, eles estão naquela condição que é chamada de guerra; e uma guerra que é de cada homem contra cada homem". Nesse estado, toda pessoa tem o direito natural de fazer qualquer coisa que julgue necessária para preservar sua própria vida, e a vida é "solitária, pobre, desagradável, brutal" (Leviatã, Capítulos XIII-XIV). Hobbes descreveu esta condição natural com a frase latina (bellum omnium contra omnes) que significa (guerra de todos contra todos), em Do Cidadão.
Dentro do estado de natureza, não há propriedade privada nem injustiça, pois não há lei, exceto alguns preceitos naturais descobertos pela razão ("leis da natureza"): o primeiro deles é “que todo homem deve procurar a paz, como na medida em que ele tem esperança de obtê-lo" (Leviatã, Cap. XIV); e a segunda é "que um homem esteja disposto, quando outros também o estão, tanto quanto para a paz e a defesa de si mesmo, ele julgar necessário, abdicar desse direito a todas as coisas; e se contentar com tanta liberdade contra outros homens como ele permitiria outros homens contra si mesmo" (loc. cit.). A partir daqui, Hobbes desenvolveu a saída do estado de natureza para a sociedade política e o governo por contratos mútuos.
De acordo com Hobbes, o estado de natureza existe em todos os momentos entre países independentes, sobre os quais não há lei exceto para aqueles mesmos preceitos ou leis da natureza (Leviatã, Capítulos XIII, XXX final). Sua visão do estado de natureza ajudou a servir de base para teorias de direito e relações internacionais e até mesmo algumas teorias sobre relações domésticas.

### John Locke
John Locke considera o estado de natureza em seus Dois Tratados sobre o Governo escrito na época da Lei de Exclusão na Inglaterra durante a década de 1680. Para Locke, no estado de natureza todos os homens são livres "para ordenar suas ações e dispor de suas posses e pessoas, como acharem adequado, dentro dos limites da lei da natureza." (2.° Tr., §4). "O estado de natureza tem uma lei da natureza para governá-lo", e essa lei é a razão. Locke acredita que a razão ensina que "ninguém deve prejudicar outro em sua vida, liberdade ou propriedade" (2.° Tr., §6) ; e que as transgressões disso podem ser punidas. Locke descreve o estado de natureza e a sociedade civil como opostos um do outro, e a necessidade da sociedade civil vem em parte da existência perpétua do estado de natureza. Essa visão do estado de natureza é parcialmente deduzida da crença cristã (ao contrário de Hobbes, cuja filosofia não depende de nenhuma teologia anterior).
Embora possa ser natural supor que Locke estava respondendo a Hobbes, Locke nunca se refere a Hobbes pelo nome, e pode estar respondendo a outros escritores da época, como Robert Filmer. De fato, o Primeiro Tratado de Locke é inteiramente uma resposta ao Patriarca de Filmer, e adota um método passo a passo para refutar a teoria de Filmer exposta no Patriarca. O partido conservador da época havia se unido ao Patriarca de Filmer, enquanto os Whigs, com medo de outra perseguição aos protestantes, se uniram à teoria apresentada por Locke em seus Dois Tratados de Governo, pois deu uma teoria clara sobre por que o povo seria justificado em derrubar uma monarquia que abusa da confiança que depositaram nela.[carece de fontes?]

### Montesquieu
Montesquieu faz uso do conceito de estado de natureza em seu O Espírito da Lei, impresso pela primeira vez em 1748. Montesquieu expõe o processo de pensamento por trás dos primeiros seres humanos antes da formação da sociedade. Ele diz que os seres humanos teriam a faculdade de conhecer e pensariam primeiro em preservar sua vida no estado. Os seres humanos também se sentiriam a princípio impotentes e fracos. Como resultado, os humanos provavelmente não atacariam uns aos outros nesse estado. Em seguida, os humanos procurariam alimento e por medo, e o impulso acabaria se unindo para criar a sociedade. Uma vez que a sociedade fosse criada, um estado de guerra se seguiria entre as sociedades que teriam sido todas criadas da mesma maneira. O propósito da guerra é a preservação da sociedade e do eu. A formação do direito na sociedade é reflexo e aplicação da razão para Montesquieu.

### Jean-Jacques Rousseau
A visão de Hobbes foi desafiada no século XVIII por Jean-Jacques Rousseau, que afirmou que Hobbes estava tomando pessoas socializadas e simplesmente imaginando-as vivendo fora da sociedade em que foram criadas. Ele afirmou, em vez disso, que as pessoas não eram boas nem más, mas nasceram como uma lousa em branco, e mais tarde a sociedade e o meio ambiente influenciam a maneira como nos inclinamos. No estado de natureza de Rousseau, as pessoas não se conheciam o suficiente para entrar em conflito sério e tinham valores normais. A sociedade moderna, e a propriedade que ela acarreta, é culpada pela ruptura do estado de natureza que Rousseau vê como a verdadeira liberdade.

### David Hume
David Hume oferece em Um Tratado de Natureza Humana (1739) que os seres humanos são naturalmente sociais: "É absolutamente impossível que os homens permaneçam por um tempo considerável naquela condição selvagem que precede a sociedade; mas que seu primeiro estado e situação possam ser justamente estimados como sociais. Isso, no entanto, não impede, mas que os filósofos podem, se quiserem, estender seu raciocínio ao suposto estado de natureza; desde que permitam que seja uma mera ficção filosófica, que nunca teve e nunca poderia ter qualquer realidade."
As ideias de Hume sobre a natureza humana expressas no Tratado sugerem que ele não ficaria feliz nem com os experimentos de pensamento de Hobbes nem de seu contemporâneo Rousseau. Ele explicitamente ridiculariza como incrível a hipotética humanidade descrita no Leviatã de Hobbes.  Além disso, ele argumenta em "Da Origem da Justiça e da Propriedade" que se a humanidade fosse universalmente benevolente, não consideraríamos a justiça uma virtude: "é apenas do egoísmo e da generosidade confinada dos homens, juntamente com a escassa provisão que a natureza fez para suas necessidades, que a justiça deriva sua origem."

### John Calhoun
John C. Calhoun, em sua Dissertação sobre o Governo (1850), escreveu que um estado de natureza é meramente hipotético e argumenta que o conceito é autocontraditório e que os estados políticos naturalmente sempre existiram. "É, de fato, difícil explicar como uma opinião tão destituída de todo raciocínio sólido, poderia ter sido tão extensivamente [...] Refiro-me à afirmação de que todos os homens são iguais no estado de natureza; significando, por um estado de natureza, um estado de individualidade, supostamente anterior ao estado social e político, e no qual os homens viviam separados e independentes uns dos outros [...] Mas tal estado é puramente hipotético. Nunca existiu, nem pode existir; pois é inconsistente com a preservação e perpetuação da raça. É, portanto, um grande equívoco chamá-lo de estado de natureza. Em vez de ser o estado natural do homem, é, de todos os estados concebíveis, o mais oposto à sua natureza — mais repugnante aos seus sentimentos e mais incompatível com seus desejos. Seu estado natural é o social e o político – aquele para o qual seu Criador o fez, e o único no qual ele pode preservar e aperfeiçoar sua raça. Como, então, nunca houve um estado como o assim chamado estado de natureza, e nunca pode existir, segue-se que os homens, em vez de nascerem nele, nascem no estado social e político; e, claro, em vez de nascerem livres e iguais, nascem sujeitos, não apenas à autoridade paterna, mas às leis e instituições do país onde nascem, e sob cuja proteção respiram pela primeira vez."

### John Rawls
John Rawls usou o que equivalia a um estado de natureza artificial. Para desenvolver sua teoria da justiça, Rawls coloca todos na posição original. A posição original é um estado hipotético da natureza usado como um experimento mental. As pessoas na posição original não têm sociedade e estão sob um véu da ignorância que os impede de saber como podem se beneficiar da sociedade. Eles não têm conhecimento prévio de sua inteligência, riqueza ou habilidades. Rawls argumenta que as pessoas na posição original iriam querer uma sociedade onde tivessem suas liberdades básicas protegidas e onde também tivessem algumas garantias econômicas. Se a sociedade fosse construída do zero por meio de um acordo social entre os indivíduos, esses princípios seriam a base esperada de tal acordo. Assim, esses princípios deveriam formar a base de sociedades reais e modernas, já que todos deveriam consentir com eles se a sociedade fosse organizada do zero em acordos justos.

### Robert Nozick
O colega de Rawls em Harvard, Robert Nozick, contrapôs a Teoria da Justiça com a libertária Anarquia, Estado e Utopia, também fundamentada na tradição do estado de natureza. Nozick argumentou que um estado minimalista de direitos de propriedade e aplicação básica da lei se desenvolveria a partir de um estado de natureza sem violar os direitos de ninguém ou usar a força. Acordos mútuos entre indivíduos, em vez de contrato social, levariam a esse estado mínimo.

## Entre nações
Na visão de Hobbes, uma vez que um governo civil é instituído, o estado de natureza desaparece entre os indivíduos por causa do poder civil que existe para fazer cumprir os contratos e as leis da natureza em geral. Entre as nações, no entanto, não existe tal poder e, portanto, as nações têm os mesmos direitos de se preservar – incluindo fazer guerra – que os indivíduos possuíam. Tal conclusão levou alguns escritores à ideia de uma associação de nações ou sociedade civil mundial, sendo um exemplo o trabalho de Immanuel Kant sobre a Paz Perpétua.
Rawls também examina o estado de natureza entre as nações. Em seu trabalho, a Lei das Pessoas, Rawls aplica uma versão modificada de seu experimento de pensamento de posição original às relações internacionais. Rawls diz que os povos, e não os estados, formam a unidade básica que deve ser examinada. Os Estados devem ser encorajados a seguir os princípios da anterior Teoria da Justiça de Rawls. A democracia parece ser o meio mais lógico de atingir esses objetivos, mas as não-democracias benignas devem ser vistas como aceitáveis no cenário internacional. Rawls desenvolve oito princípios sobre como um povo deve agir no cenário internacional.
Dentro da teoria das relações internacionais, a anarquia é o estado de coisas em que as nações existem sem um poder superior para governá-las. As três principais escolas de teoria das relações internacionais têm crenças diferentes sobre a anarquia e como abordá-la. O realismo aborda a política global como se as nações do mundo fossem cada uma um indivíduo sob um estado de natureza: ele tende a tomar a anarquia como certa e não vê uma solução para ela como possível ou mesmo necessariamente desejável. O liberalismo afirma que a anarquia pode ser mitigada através da disseminação da democracia liberal e do uso de organizações internacionais, criando assim uma sociedade civil global; esta abordagem pode ser resumida nas palavras de George H. W. Bush, que procurou criar "um mundo onde o estado de direito, não o direito da selva, governe a conduta das nações". Os teóricos construtivistas, como os liberais, também não veem a anarquia como um dado nos assuntos internacionais, mas estão abertos a outras abordagens além daquelas dadas por realistas e liberais.